# 無煙火藥

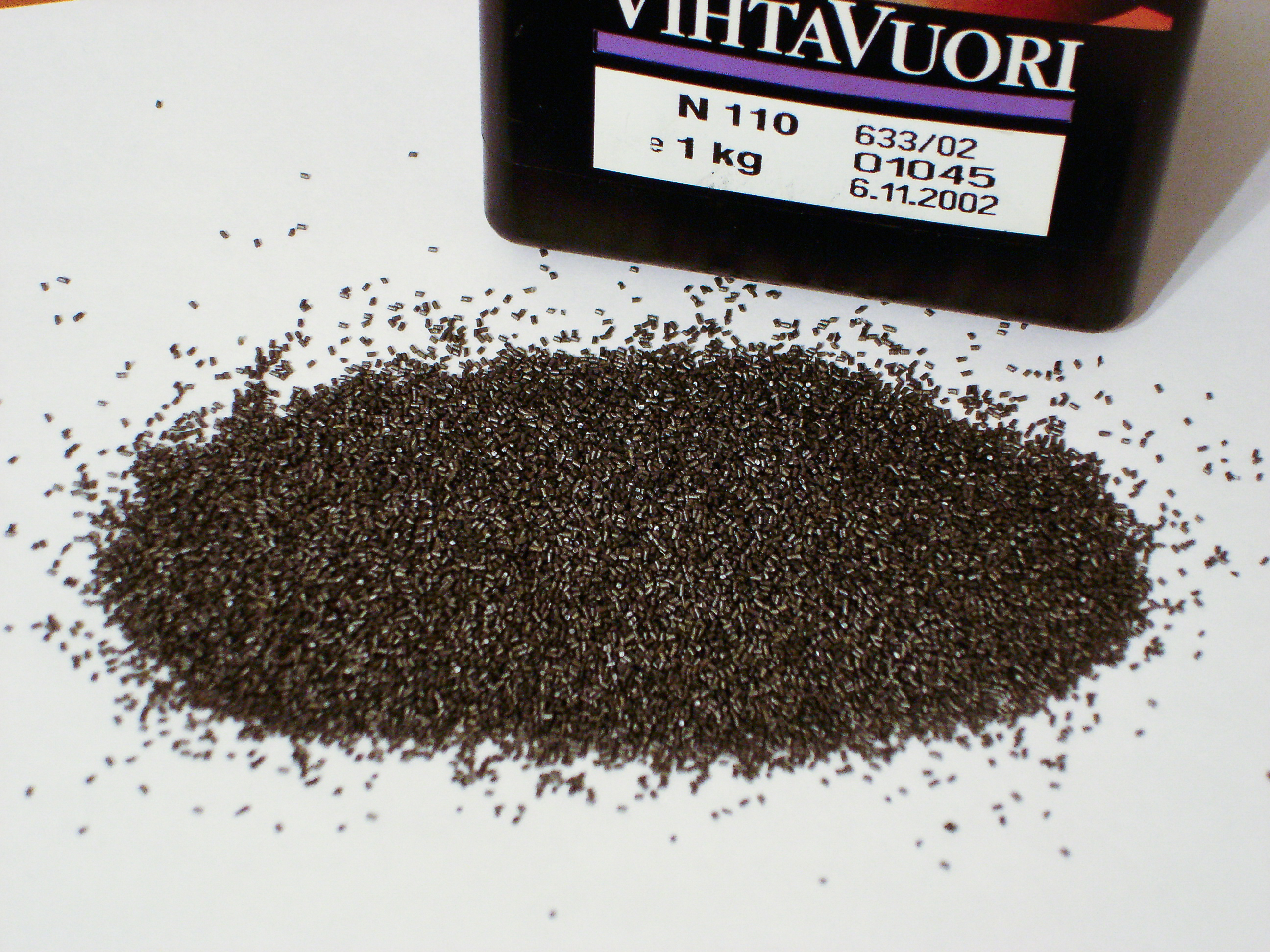
無煙火藥

無煙火藥（Smokeless powder）指取代黑火藥的無煙發射藥，例如硝化纖維，法语为Poudre Blanche，即白火药，于1884年被发明。發射藥（propellants）與炸藥性質與使用完全不同，發射藥多用於推動槍炮彈頭或是火箭飛行。發射藥無爆炸性（黑火藥除外）。硝酸甘油，TNT，RDX 等物具有高爆炸性屬於炸藥，炸藥本身無法當發射藥使用，但硝酸甘油與RDX可能與其他發射藥混合使用於高性能的混合發射藥中。除了少數復古形式前膛槍使用黑火藥外，現今槍炮的發射藥皆是無煙火藥。

## 歷史
1884年，法國化學家、工程師P·維埃利(Paul Vieille)最先發明。當時普遍使用的是捨恩拜發明的硝化纖維，這種方式生成的火藥很不穩定，多次發生火藥庫爆炸事故。維埃利將硝化纖維溶解在乙醚和酒精裏，在其中加入適量的3%凡士林作為穩定劑成為膠狀物，通過壓成片狀、切條、乾燥硬化，製成了世界上第一種無煙火藥。
阿爾弗雷德·諾貝爾發展出一種以樟腦為原料的無煙火藥ballistite，在1887年取得專利，其後兩位英國人Frederick Abel 及 James Dewar將其改良稱為cordite。諾貝爾曾試圖控訴兩位英國人侵犯其專利但並未成功。

## 優點
與黑色火藥相比、無煙火藥有以下優點：
- 無煙：無煙火藥燃燒後沒有殘渣，不産生煙霧或只産生少量煙霧。
- 有三倍的威力：使用無煙火藥可增加彈丸的射程，提高彈道平直性和射擊精度。

## 應用
無煙火藥的誕生為彈藥的開發奠下了基礎：從1880年代末開始，歐洲國家的軍用步槍彈基本上從大口徑黑火藥槍彈演變為較小口徑無煙火藥槍彈。馬克沁機槍也是因為使用了無煙火藥才具有實用的價值。